# San Carlos (Uruguay)
Pour les articles homonymes, voir San Carlos.
San Carlos est une ville en Uruguay de 24 771 habitants (2004), fondée en 1763. Elle est située dans le département de Maldonado, à 15 km au nord de Maldonado.